# Jacenty Jędrusik
Jacenty Ireneusz Jędrusik (ur. 23 maja 1954 w Siemianowicach Śląskich zm. 25 czerwca 2013 w Sosnowcu) – polski aktor teatralny i filmowy, reżyser, konferansjer, wykładowca Akademii Muzycznej w Katowicach.

## Życiorys
Syn Bogusława i Ireny Kaczmarczyk.
Absolwent Technikum Energetycznego im. Władysława Dyląga w Sosnowcu.
W 1978 roku ukończył studia na Wydziale Aktorskim Państwowej Wyższej Szkoły Filmowej, Telewizyjnej i Teatralnej im. Leona Schillera w Łodzi, gdzie studiował na roku m.in. z Bożeną Stryjkówną, Elżbietą Piwek, Bogusławą Pawelec, Jackiem Komanem, Piotrem Skibą, Andrzejem Szczytko i  Mariuszem Wojciechowskim. Na deskach teatru zadebiutował 1 października 1978 rolą Jurka w Szaleństwach panny Ewy Kornela Makuszyńskiego w reżyserii Waldemara Wilhelma.
Był aktorem Teatru im. Wojciecha Bogusławskiego w Kaliszu (1978–1980), Teatru Śląskiego im. Stanisława Wyspiańskiego w Katowicach (1980–1989) oraz Teatru Rozrywki w Chorzowie (1989-2013). Wystąpił w ponad stu rolach teatralnych w spekataklach takich reżyserów jak Ryszard Ronczewski, Stanisław Brejdygant, Jan Maciejowski, Jerzy Zegalski, Józef Skwark, Józef Szajna, Maciej Korwin, Józef Opalski, Robert Talarczyk, Bogdan Tosza, Laco Adamík, Łukasz Kos i Monika Strzępka. Jego pożegnaniem z widzami były role w przedstawieniu Gottland na podstawie reportażu Mariusza Szczygła, w reżyserii Joanny Zdrady. Był trzykrotnym laureatem Złotej Maski za swoje kreacje na deskach śląskich scen (w latach 1983, 1990 i 1997).
W 2013 został odznaczony Srebrnym Medalem „Zasłużony Kulturze Gloria Artis”.
10 czerwca przeszedł rozległy zawał serca i od tego czasu przebywał w szpitalu. Zmarł 25 czerwca 2013 w Sosnowcu. Pogrzeb artysty odbył się 27 czerwca 2013 w kościele Podwyższenia Krzyża Świętego na osiedlu Tysiąclecia w Katowicach.

## Życie prywatne
Mąż Joanny Kściuczyk-Jędrusik, solistki Opery Śląskiej. Miał syna Filipa.

## Role teatralne
Teatr Śląski
- Zielony Gil Tirso de Moliny jako Don Antonio
- Kolonia Wyzwolenia Stanisława Brejdyganta jako Andrzej
- Szewcy Stanisława Ignacego Witkiewicza jako Strażnik
- Popiół i diament jako Pieniążek
- Operetka Witolda Gombrowicza jako Hrabia Szarm
- Pan Twardowski jako Diabeł
- Amadeusz jako Kucharz
- Cyd Stanisława Wyspiańskiego jako Nauczyciel tańca
- Wyzwolenie  Stanisława Wyspiańskiego jako Hołysz
- Iwona, księżniczka Burgunda Witolda Gombrowicza jako Cyryl
- Pigmalion George’a Bernarda Shawa jako Nepommuck
- Kaligula jako Helikon

Teatr Rozrywki w Chorzowie
- Rozkoszna wojna jako konferansjer i Generał Haig
- Cabaret jako Mistrz Ceremonii
- Skrzypek na dachu jako Lejzor Wolf
- Ślady jako Stary
- Evita jako Perón
- Człowiek z La Manchy jako Służący-Sancho Pansa
- Jesus Christ Superstar jako Król Herod
- Dyzma – musical jako Nikodem Dyzma
- Canterville Ghost jako Francis Otis
- Terapia Jonasza jako Ksiądz Piórko
- Producenci jako Max Białystock
- Sweeney Todd jako Sweeney Todd

## Filmografia

### Film fabularny
- 1983: Na straży swej stać będę
- 1984: Ultimatum
- 1985: War and Love jako więzień obozu
- 1986: Weryfikacja jako opozycjonista; nie występuje w czołówce
- 2001: Angelus jako Helmut Hes
- 2003: Los chłopacos jako ojciec chrzestny
- 2006: Co słonko widziało jako stary stolarz
- 2005: Hamlet – Poloniusz
- 2013: Psie pole jako spowiednik

### Film fabularny – telewizyjny
- 1984: Zdaniem obrony odc. Sprawa osobista jako prokurator Jagłowski
- 1999: Przygody dobrego wojaka Szwejka
- 2010: Prawdziwe historie – Laura  jako teść Zbyszka

### Serial fabularny
- 1976: Daleko od szosy – kolega Leszka z wojska; nie występuje w czołówce
- 1986: Magma
- 1986: Blisko, coraz bliżej odc. 15 Wycieczka w niedzielę. Rok 1941 jako SS-man przy pociągu jadącym do Oświęcimia
- 1988: Rodzina Kanderów odc. 11 Kontuzja. Rok 1974 jako Kątny, działacz klubu sportowego
- 1995: Opowieść o Józefie Szwejku i jego najjaśniejszej epoce
- 1996: Opowieść o Józefie Szwejku i jego drodze na front – Ludzie kochani, jestem niewinny (odc. 3) jako generał
- 2000: Święta wojna – Napad (odc. 16) jako szef
- 2007: Fala zbrodni – Najgroźniejszy bandyta na świecie (odc. 100)

### Film dokumentalny – fabularyzowany
- 2011: Bulwar Franza Waxmana jako Billy Wilder

### Spektakl telewizyjny
- 1985: Wyrok jako Gugliemo Piazza
- 1985: Szewcy jako Towarzysz Abramowski
- 1988: Pakamera jako Redaktor
- 2003: Fryzjer jako ksiądz

### Etiuda szkolna
- 1977: Gorączka mleka
- 1978: Szelkmeny

## Lektor

### Film dokumentalny
- 2008: Artes. Nadrealiści ze Lwowa

## Nagrody i wyróżnienia
- 1983: Złota Maska za rolę Diabeł w Panu Twardowskim
- 1990: Złota Maska za rolę Konferansjera-Generała Haiga w Rozkosznej wojnie
- 1997: Złota Maska za rolę Mistrza Ceremonii w Cabarecie
- 1997: Medal Pamiątkowy Miasta Chorzowa[5]
- 2000: Nagroda Prezydenta Chorzowa w dziedzinie kultury
- 2012: Złota Honorowa odznaka „Zasłużony dla Województwa Śląskiego”
- 2013: Srebrny Medal „Zasłużony Kulturze Gloria Artis”[7].